# Derivabilitat
En càlcul diferencial, la derivabilitat és la propietat que té una funció que existeixi la seva derivada en un punt.

## Condicions
En primer lloc, fixem-nos en la definició de derivada en un punt:

{\displaystyle f'(x_{0})=\lim _{h\to 0}{\frac {f(x_{0}+h)-f(x_{0})}{h}}}

Veient l'equació, ens adonem que la primera condició perquè existeixi {\displaystyle \,f'(x_{0})} és que també existeixi {\displaystyle \,f(x_{0})}. És més, encara que existeixi la funció en el punt, si és discontínua, és evident que perd el sentit parlar de derivada en el punt. Per tant, generalitzant els dos resultats anteriors, podem anunciar la següent proposició:
| Donada una funció {\displaystyle \,f(x)}, si existeix la seva derivada en un punt {\displaystyle \,x_{0}}, llavors la funció és contínua en aquest punt. |

### Insuficiència de la condició
Per l'anterior proposició, veiem que perquè existeixi la derivada de la funció en un punt és necessari que sigui continua en el punt, però no és suficient. És a dir, que una funció contínua pot contenir punts de no derivabilitat.

## Definició
La definició de derivabilitat és la següent:
| Diem que una funció és derivable en un punt quan és contínua en aquest punt, i les seves dues derivades laterals coincideixen. És a dir: {\displaystyle \exists f'(x_{0})\Leftrightarrow f\,\mathrm {continua\,a} \;x_{0}\;\mathrm {i} \;f'(x_{0}^{+})=f'(x_{0}^{-})} |

## Tipus de punts de no derivabilitat
A continuació es mostren els diferents tipus de punts on una funció és contínua però no és derivable. Les notacions {\displaystyle f'(x_{0}^{+})} i {\displaystyle f'(x_{0}^{-})} representen les derivades laterals de la funció.

### Punt angulós
Un punt {\displaystyle \,x_{0}} és angulós quan {\displaystyle f'(x_{0}^{+})\neq f'(x_{0}^{-})}. És a dir, quan la derivada per l'esquerra és diferent a la derivada per la dreta. Com veiem a la figura, el fet que les derivades laterals siguin diferents, provoca que les respectives rectes tangents formin un angle entre elles, que és el que dona el nom a aquest tipus de punt.

#### Exemple
L'exemple més clàssic d'aquest tipus de punt és la funció valor absolut. La definició de la funció i la seva derivada són les següents:

{\displaystyle f(x)=|x|=\left\{{\begin{matrix}-x&\mathrm {si} &x<0\\x&\mathrm {si} &x\geq 0\end{matrix}}\right.\quad \Rightarrow \quad f'(x)=\left\{{\begin{matrix}-1&\mathrm {si} &x<0\\1&\mathrm {si} &x>0\end{matrix}}\right.}

Fixem-nos que no hem posat el valor de l'igual en cap dels dos intervals de la derivada. Això és degut al fet que, com hem dit anteriorment, sabem que la funció és contínua en aquest punt però no si és derivable. Fàcilment comprovem que les derivades laterals són diferents:

{\displaystyle f'(0^{-})=-1\neq f'(0^{+})=1}

És a dir, que la funció {\displaystyle \,|x|} no és derivable en el punt d'abscissa {\displaystyle \,x_{0}=0}.

### Punt de retrocés
Un punt {\displaystyle \,x_{0}} és de retrocés quan {\displaystyle f'(x_{0}^{+})=\pm \infty ,\;f'(x_{0}^{-})=\mp \infty }. És a dir, que les derivades laterals tendeixen a l'infinit amb signes oposats, o sigui que l'angle que formen les dues rectes tangents és igual a zero.

#### Exemple
Ara veurem un cas d'una funció on hi ha un punt de retrocés. Tenim la següent funció:

{\displaystyle f(x)={\sqrt[{3}]{x^{2}}}\quad \Rightarrow \quad f'(x)={\frac {2}{3{\sqrt[{3}]{x}}}}}

Que veiem que forma un punt de retrocés, ja que quan s'acosta a zero per l'esquerre tendeix a menys infinit i quan s'acosta a zero per la dreta tendeix a més infinit:

{\displaystyle f'(0^{-})=-\infty ;\;f'(0^{+})=+\infty }

### Tangent vertical
Un punt {\displaystyle \,x_{0}} és de tangent vertical quan {\displaystyle f'(x_{0}^{+})=f'(x_{0}^{-})=\pm \infty }. En aquest cas, les derivades laterals tendeixen a infinit però amb el mateix signe. Fixem-nos que es tracta d'un punt d'inflexió.

#### Exemple
Considerem la funció {\displaystyle f(x)={\sqrt[{3}]{x}}}. La seva derivada és:

{\displaystyle f(x)={\sqrt[{3}]{x}}\quad \Rightarrow \quad f'(x)={\frac {1}{3{\sqrt[{3}]{x^{2}}}}}}

Com podem veure, per {\displaystyle \,x_{0}=0} la derivada tendeix a més infinit:

{\displaystyle f'(0^{-})=f'(0^{+})=+\infty }

I llavors aquest és un punt d'inflexió amb tangent vertical.

## Derivabilitat en un interval
Diem que una funció és derivable en un interval obert {\displaystyle \,(a,b)} si existeixen les derivades per tots els seus punts. És a dir:
| {\displaystyle f\;\mathrm {derivable\,a} \;(a,b)\Leftrightarrow \exists f'(x),\forall x\in (a,b)} |

Matemàticament es denota {\displaystyle f\in {\mathcal {C}}^{1}(a,b)}.
Per altra banda, diem que una funció és derivable en un interval tancat {\displaystyle \,[a,b]} si existeixen les derivades de tots els punts de l'interval i a més a més existeix la derivada de {\displaystyle \,a} per la dreta i la de {\displaystyle \,b} per l'esquerra. En simbologia matemàtica:
| {\displaystyle f\;\mathrm {derivable\,a} \;[a,b]\Leftrightarrow \exists f'(x),\forall x\in (a,b)\wedge \exists f'(a^{+})\wedge \exists f'(b^{-})} |

Matemàticament es denota {\displaystyle f\in {\mathcal {C}}^{1}[a,b]}.
Aquests conceptes són molt importants en els teoremes de derivació, ja que en tots ells calen funcions contínues i derivables en un interval.

## Extrems relatius i punts d'inflexió
En molts problemes matemàtics, com per exemple a l'hora de dibuixar la gràfica d'una funció o resoldre un problema d'optimització, fa falta trobar els extrems relatius d'una funció. Aquest poden trobar-se en punts derivables estacionaris, tal com afirma el  teorema de Fermat, o bé en punts de no derivabilitat.
Passa exactament el mateix a l'hora de buscar punts d'inflexió, ja que el problema equival a trobar els extrems relatius de la primera derivada.

## Funcions contínues arreu però no derivables enlloc
Estem acostumats a funcions que tenen un nombre finit de punts de no derivabilitat. Tot i això, és possible trobar funcions amb un nombre infinit de punts de no derivabilitat. No tan sols això, sinó que existeixen funcions, com per exemple la de Weierstrass, que són contínues en tots els punts, però no derivables en cap.

### Llocs de la xarxa
- Xtec.cat

### Llibres
- B. Thomas, George; L. Finney, Ross. Cálculo: una variable, 1998.
- Spivak, Michael. Calculus: càlcul infinitesimal, 1995.